# Ochrilidia sicula
Ochrilidia sicula Salfi, 1931 è un insetto ortottero  della famiglia Acrididae, endemico della Sicilia.

## Descrizione

### Adulto
O. sicula presenta notevoli somiglianze con la congenere nordafricana O. geniculata: antenne lunghe, carene laterali del pronoto divergenti, tegmine che superano l'apice dell'addome, femori posteriori con lobo genicolare inferiore interno che presenta una macchia nera talora estesa alla metà anteriore della lunula, tibie posteriori grigio-violacee (soprattutto nelle femmine) e spine nere .

## Distribuzione e habitat
O. sicula  è una delle 3 specie presenti in Europa del genere Ochrilidia, genere prevalentemente diffuso in Africa e Medio Oriente (le altre due specie europee sono O. nuragica, endemismo sardo, e O. tibialis, endemismo insulare greco).  
Endemica della Sicilia, O. sicula sopravvive in piccole popolazioni isolate, concentrate prevalentemente nella costa meridionale e nella costa sud-orientale dell'isola (foce del fiume Belice, riserva di Torre Salsa, spiaggia di Licata  e dune di Vendicari). Le popolazioni segnalate in passato sulla costa tirrenica (Isola delle Femmine, Capaci, Balestrate) sono attualmente estinte . La specie è considerata "minacciata" nella Checklist della Fauna Italiana.
È specie termofila tipica dell'ambiente retrodunale ad Ammophila ed Elymus.